# منتخب باراغواي لكأس ديفيز
منتخب باراغواي لكأس ديفيز (بالإسبانية: Equipo de Copa Davis de Paraguay)‏ هو ممثل باراغواي الرسمي في كرة المضرب في كأس ديفيز.